# Jan Błeszyński
Jan Nikodem Błeszyński (ur. 1 czerwca 1940 w Górze Kalwarii) – polski prawnik, profesor nauk prawnych, specjalista w zakresie prawa cywilnego, prawa autorskiego i prawa własności intelektualnej, radca prawny.

## Życiorys
W 1962 ukończył studia prawnicze na Uniwersytecie Warszawskim, tam w 1971 obronił pracę doktorską, w 1979 uzyskał stopień doktora habilitowanego. W 1989 uzyskał tytuł profesora nauk prawnych. Profesor zwyczajny w Instytucie Prawa Cywilnego na Wydziale Prawa i Administracji Uniwersytetu Warszawskiego. Był profesorem zwyczajnym na Wydziale Prawa Kanonicznego Uniwersytetu Kardynała Stefana Wyszyńskiego w Warszawie, gdzie pełnił funkcję kierownika Katedry Prawa na Dobrach Niematerialnych, a po jej zlikwidowaniu kierownika Katedry Prawa Cywilnego. Na WPK UKSW prowadził głównie wykłady z prawa cywilnego, postępowania cywilnego oraz seminaria magisterskie z zakresu prawa prywatnego. 
Był długoletnim członkiem Komisji Prawa Autorskiego działającej przy Ministerstwie Kultury. Wieloletni członek Komisji Prawnej i Legislacyjnej Międzynarodowej Konfederacji Stowarzyszeń Autorów i Kompozytorów (CISAC). Członek Komitetu Nauk Prawnych Polskiej Akademii Nauk. Od 1971 członek ZAiKS-u, od 2014 członek honorowy. 
Założyciel butikowej kancelarii Błeszyński i Partnerzy radcowie prawni, zajmującej się prawem własności intelektualnej. 

## Wybrane publikacje
- Konwencja berneńska a polskie prawo autorskie, Warszawa: PWN, 1979.
- Ochrona autorskich praw majątkowych (roszczenie o wydanie korzyści), Warszawa: PWN, 1989.
- Prawo autorskie, Warszawa: PWN, 1988.
- Prawo autorskie i prawa pokrewne, Warszawa: Wydawnictwo Prawnicze, 1994.
- Prawo autorskie i wynalazcze, Warszawa: PWN, 1983.
- Tłumaczenie i jego twórca w polskim prawie autorskim, Warszawa: Wydawnictwo Prawnicze, 1973.
- Własność intelektualna. Prawo autorskie, znaki towarowe, wynalazczość, rzecznicy patentowi, Bielsko-Biała: "Park", 1996[5].
- System Prawa Prywatnego Tom. 13 - pod red J. Barty - współautor, 3 wydanie, ostatnie Warszawa: CH Beck, 2017

## Ordery i odznaczenia
- Krzyż Oficerski Orderu Odrodzenia Polski (2003)[6]
- Krzyż Kawalerski Orderu Odrodzenia Polski (1998)[7]
- Srebrny Medal „Zasłużony Kulturze Gloria Artis” (2010)[8]
- Medal ZAiKS-u (2009, 2013)[9]
- Odznaka ZAiKS-u (1988)[9]

## Nagrody
- Nagroda 100-lecia ZAiKS-u (2018)[9]